# Хелмут Дукадам
Хелмут Роберт Дукадам (рум. Helmuth Robert Duckadam; 1. април 1959 —  2. децембар 2024) био је румунски фудбалер, који је играо на позицији голмана. Познат је по томе што је у финалу КЕШ 1986. одбранио свих 4 пенала Барселони, чиме је обезбедио Стеауи титулу првака Европе.

## Каријера
Дукадам је почео каријеру у регионалној лиги Арад, пре преласка у ФК УТА Арад 1978. године. Већ 1982, прелази у Стеауу из Букурешта, а исте године је два пута наступио за репрезентацију Румуније. Стеауа је постала први румунски клуб који је дошао до финала Купа шампиона 1986, у ком је победила Барселону резултатом 2:0 после извођења пенала, највише захваљујући Дукадаму који је одбранио сва 4 пенала Каталонцима, након 0:0 у регуларном делу. Постизао је и голове за свој клуб, из пенала углавном у домаћем купу.
Неколико недеља након победе у Севиљи, Дукадаму је установљено да има редак поремећај крви и био је приморан да прекине каријеру. Три године касније, вратио се фудбалу играјући у другој лиги за Вагонул Арад. Повукао се 1991. године. Према интервјуу датом 1999, Дукадам је радио као службеник румунске граничне полиције (рум. Poliţia de Frontieră) у свом родном граду Семлаку код Арада. Такође је отворио школу фудбала која је названа по њему.
Дана 25. марта 2008, Дукадама је одликовао председник Румуније, Трајан Басеску, за заслуге у области спорта и улогу у освајању Купа шампиона 1986. Две године касније, 11. августа, постао је председник Стеауе.

## Трофеји
Стеауа Букурешт
- Првенство Румуније: 1984/85, 1985/86.
- Куп Румуније: 1984/85.
- Куп европских шампиона: 1985/86.[6]